# NK Sutla
NK Sutla je hrvatski nogometni klub iz Šenkovca.

## O klubu
Klub je osnovan 1947. godine. Aktivno članstvo kluba i igrački kadar većinom je sastavljen od stanovnika iz  mjesta: Harmice, Ključa Brdovečkog, Šenkovca i Vukovog Sela. Rad kluba je od osnutka nekoliko puta prekidan, te u posljednjih skoro dvadeset godina klub nije bio aktivan. Na inicijativu stanovnika zapadnog dijela općine Brdovec, 22. lipnja 2009. godine klub je ponovno aktiviran. U sezoni 2009./10. u ligu Nogometnog središta Zaprešić uključila se veteranska ekipa, te je u prvoj sezoni natjecanja završila na 5. mjestu. U sezonu 2010./2011. krenut će se s tri selekcije pioniri, seniori i veterani.

## Aktivnosti kluba
Klub je prestankom djelovanja izgubio sportsku infrastrukturu, te trenutno mještani, simpatizeri i članovi kluba uz pomoć sponzora rade na izgradnji sportskog doma i obnovi starog igrališta u Četrnju. Osnovane su dvije nove kategorije pioniri i seniori koji će se uključiti u natjecanja.

## Vanjske poveznice
- Prigorski kaj I
- Prigorski kaj II